# Castelul Chantilly
Castelul Chantilly (Château de Chantilly [ʃɑto d(ə) ʃɑ̃tiji]) este un château istoric francez situat în orașul Chantilly, Oise, la aproximativ 50 de kilometri nord de Paris. Locul cuprinde două clădiri atașate: Petit Château construit în jurul anului 1560 pentru Anne de Montmorency și Grand Château, care a fost distrus în timpul Revoluției Franceze și reconstruit în anii 1870. Este deținut de Institut de France, care l-a primit de la Henri d'Orléans, duce de Aumale.
Monument istoric din 1988, este deschis publicului. Galeria de artă a castelului, Musée Condé, găzduiește una dintre cele mai rafinate colecții de picturi din Franța. Este specializată în picturi franceze și anluminații de cărți din secolele al XV-lea și al XVI-lea. 

## Istorie

### Construcția originală

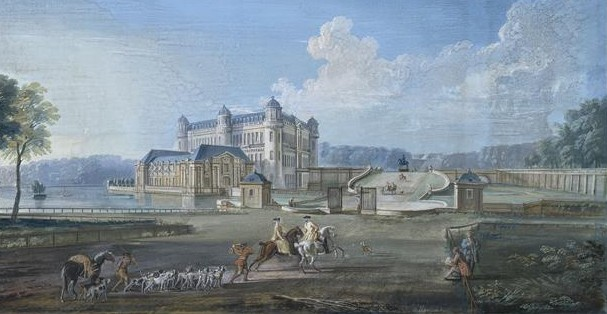
Castelul Chantilly în timpul lui Grand Condé

Legătura moșiei cu familia Montmorency a început în 1484. Primul conac (nu mai există, acum înlocuit de Grand Château) a fost construit, între 1528 și 1531, pentru Anne de Montmorency de Pierre Chambiges.  Pentru el a fost construit și Petit Château, în jurul anului 1560, probabil de Jean Bullant. În 1632, după moartea lui Henric al II-lea de Montmorency, a trecut la nepotul său, Grand Condé, care a moștenit-o prin mama sa, Charlotte Marguerite de Montmorency.
Piesa lui Molière, Les Précieuses ridicules, a primit prima reprezentație aici în 1659. Madame de Sévigné relatează în memoriile sale că, atunci când regele Ludovic al XIV-lea al Franței a venit acolo în 1671, François Vatel, maître d'hôtel al lui Grand Condé, s-a sinucis atunci când s-a temut că peștele ar fi servit târziu. Colecția include lucrări importante ale ebenistului André Charles Boulle.

### Revoluția și urmările sale

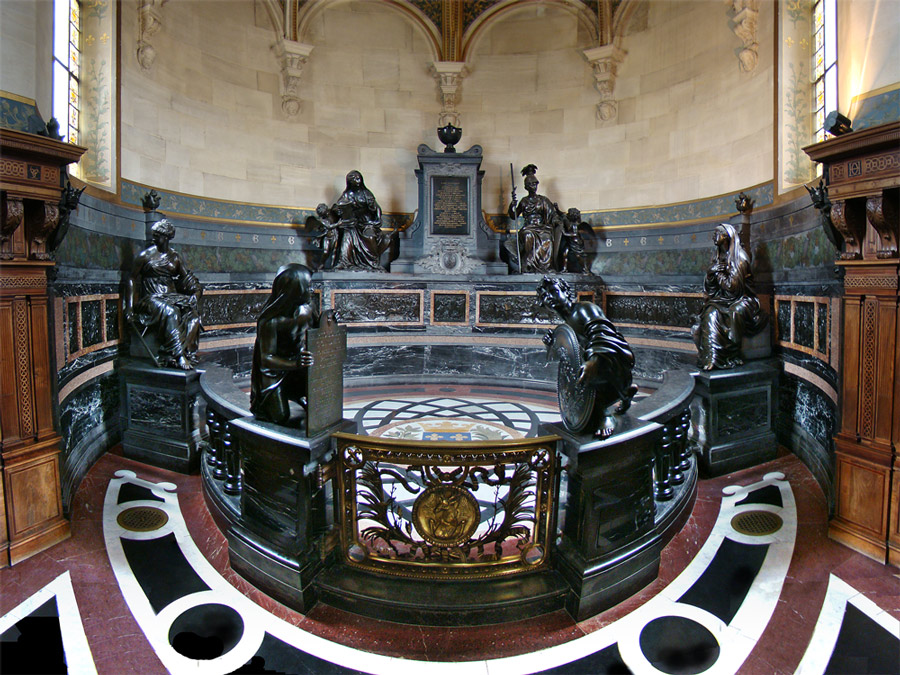
Capela inimilor Prinților de Condé

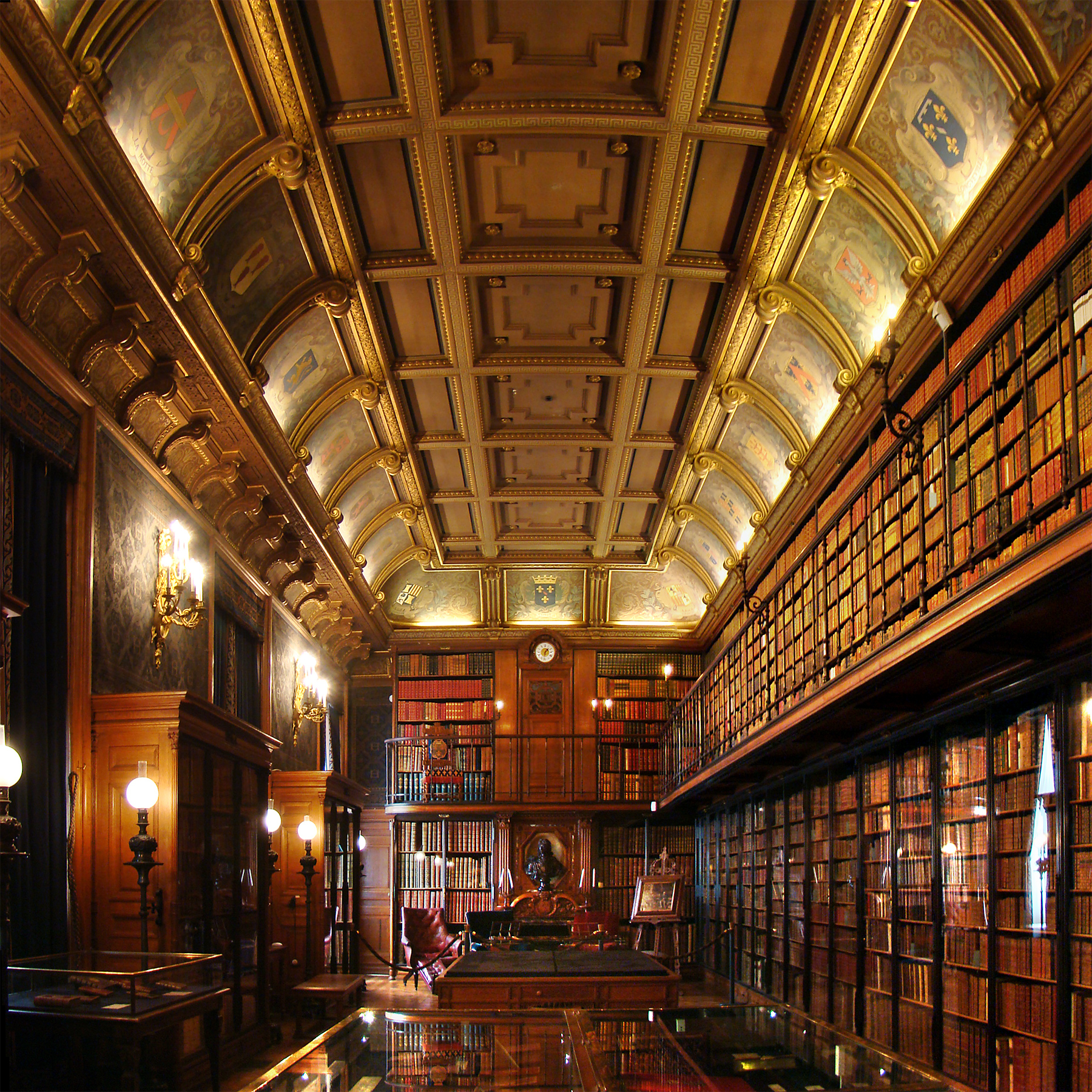
Biblioteca castelului

Conacul original a fost distrus în Revoluția Franceză. A fost reparată într-un mod modest de Louis Henri, Prinț de Condé, dar întreaga proprietate a fost confiscată de la familia Orléans, între 1853 și 1872, interval în care a fost deținută de Coutts, o bancă engleză. Chantilly a fost reconstruit în întregime, între 1875 și 1882, de Henri d'Orléans, duce de Aumale (1822–1897). Noul castel a primit recenzii mixte. Boni de Castellane a rezumat o frază de gânduri: „Ceea ce astăzi se numește o minune este unul dintre cele mai triste exemplare ale arhitecturii epocii noastre — se intră la etajul doi și se coboară în saloane”. În 1889, castelul a fost lăsat moștenire pentru Institut de France, ca preț pentru întoarcerea ducelui de Aumale din exilul politic.

### Restaurarea din secolul 21
World Monuments Fund a inclus locația în Lista Observatorului Mondial al Monumentelor din 1998 pentru a atrage atenția asupra infiltrațiilor de apă și umidității ridicate în Galerie des Actions de Monsieur le Prince și din nou în Lista Observatorului Mondial al Monumentelor din 2002 din cauza stării precare a întregii proprietăți. Finanțarea lucrărilor de restaurare a fost asigurată din diverse surse, inclusiv American Express și Assicurazioni Generali.
Ulterior, ca răspuns la un apel pentru restaurarea castelului, Aga Khan a donat 40 de milioane de euro, reprezentând mai mult de jumătate din cele 70 de milioane de euro necesare pentru Institut de France pentru finalizarea proiectului. În 2008, World Monuments Fund a finalizat restaurarea Grande Singerie, un salon cu picturi pe pereții care înfățișează maimuțe cu activități umane, cândva un motiv de salon la modă, dar cu puține exemple supraviețuind până azi.

## Musée Condé

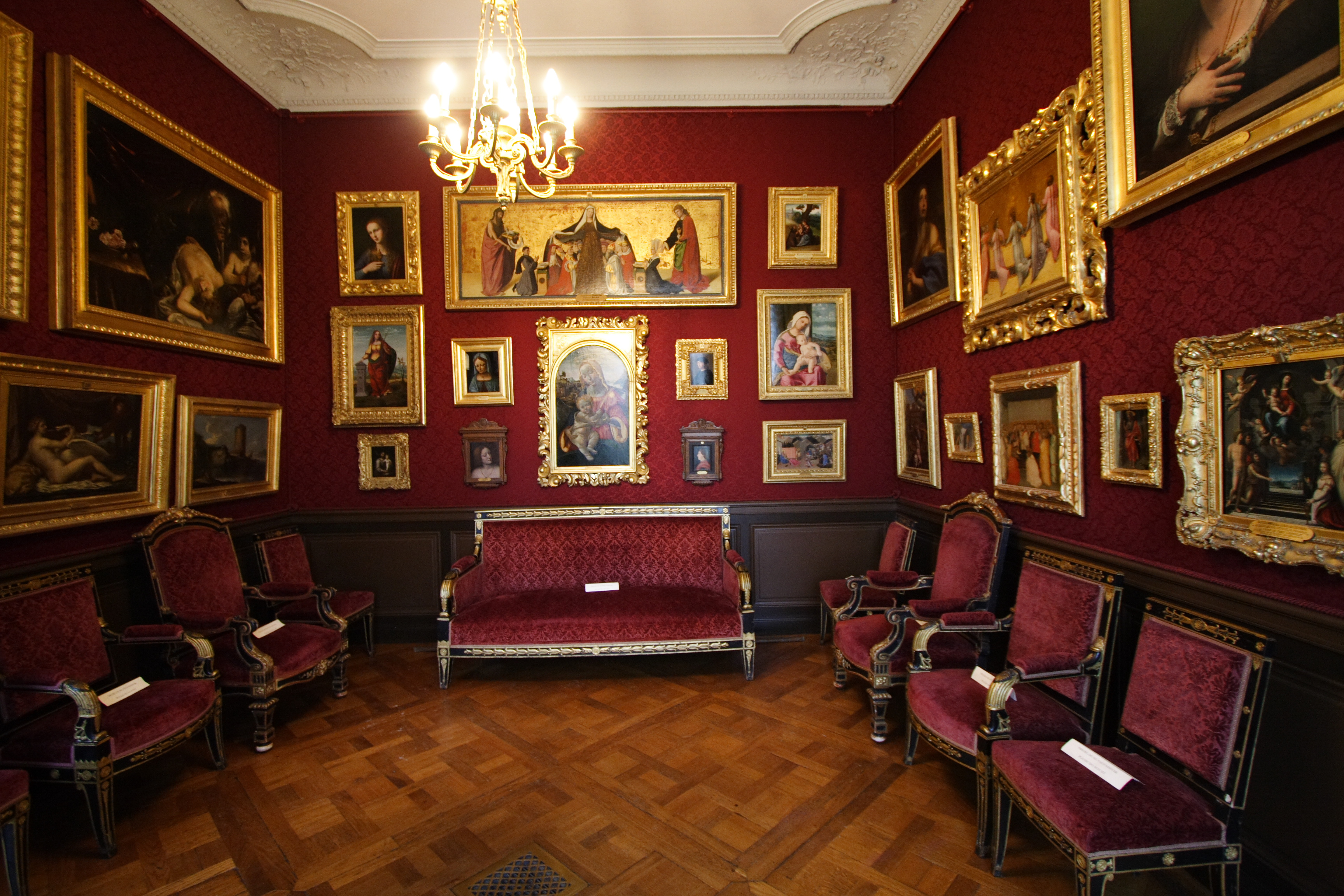
Galeria de artă a Castelului Chantilly e una dintre cele mai mari din Franța

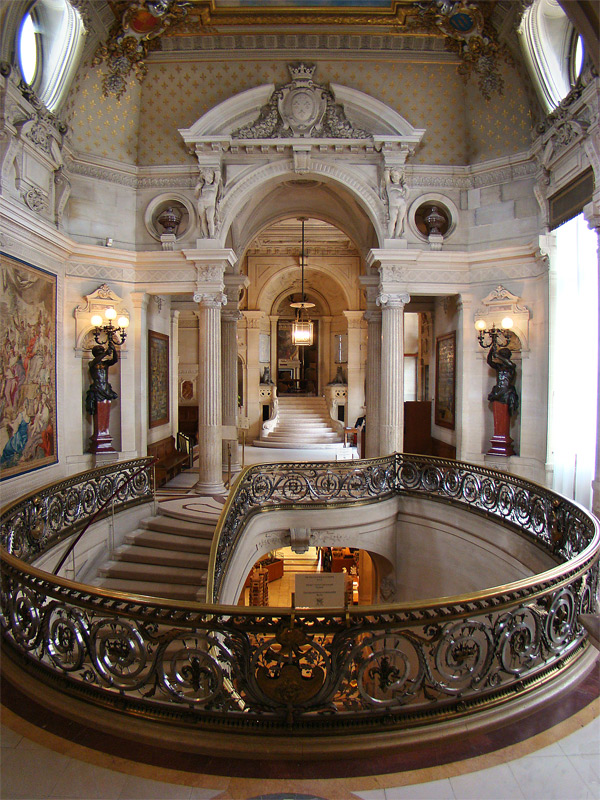
Sala onoarei

Lucrările din galeria de artă (multe dintre ele se află în Sala Tribunei) includ Căsătoria Mistică a Sf. Francisc a lui Sassetta, Toamna lui Botticelli, Portretul Simonettei Vespucci al lui Piero di Cosimo, Cele Trei Grații și Madona de Loretoale lui Rafael, Pietà lui Guercino, Portretul lui Molière de Pierre Mignard, precum și patru dintre picturile lui Antoine Watteau și Le concert champêtre de Jean-Baptiste-Camille Corot.  Alte picturi din colecție includ lucrări ale lui Fra Angelico, Filippino Lippi, Hans Memling, 260 de picturi și desene de François și Jean Clouet, Veronese, Barocci, Annibale Carracci, Domenichino, Salvator Rosa, Nicolas Poussin, Philippe de Champaigne, Van Dyck, Guido  Reni, Jean-Baptiste Greuze, Joshua Reynolds, Eugène Delacroix, Ingres sau Géricault.
Biblioteca Petit Château conține peste 1.500 de manuscrise și 17.500 de volume tipărite, care fac parte din colecția de peste 700 de incunabule și aproximativ 300 de manuscrise medievale, inclusiv o pagină din Registrum Gregorii (c.983), Très Riches Heures du Duc de Berry, Psaltirea Ingeborg și 40 de miniaturi din Cartea de Ore a lui Etienne Chevalier de Jean Fouquet. De asemenea, în colecția muzeului se află și Codexul Chantilly (MS 564), manuscrisul principal al muzicii de tipul ars subtilior.

## Parc și Hipodromul Chantilly

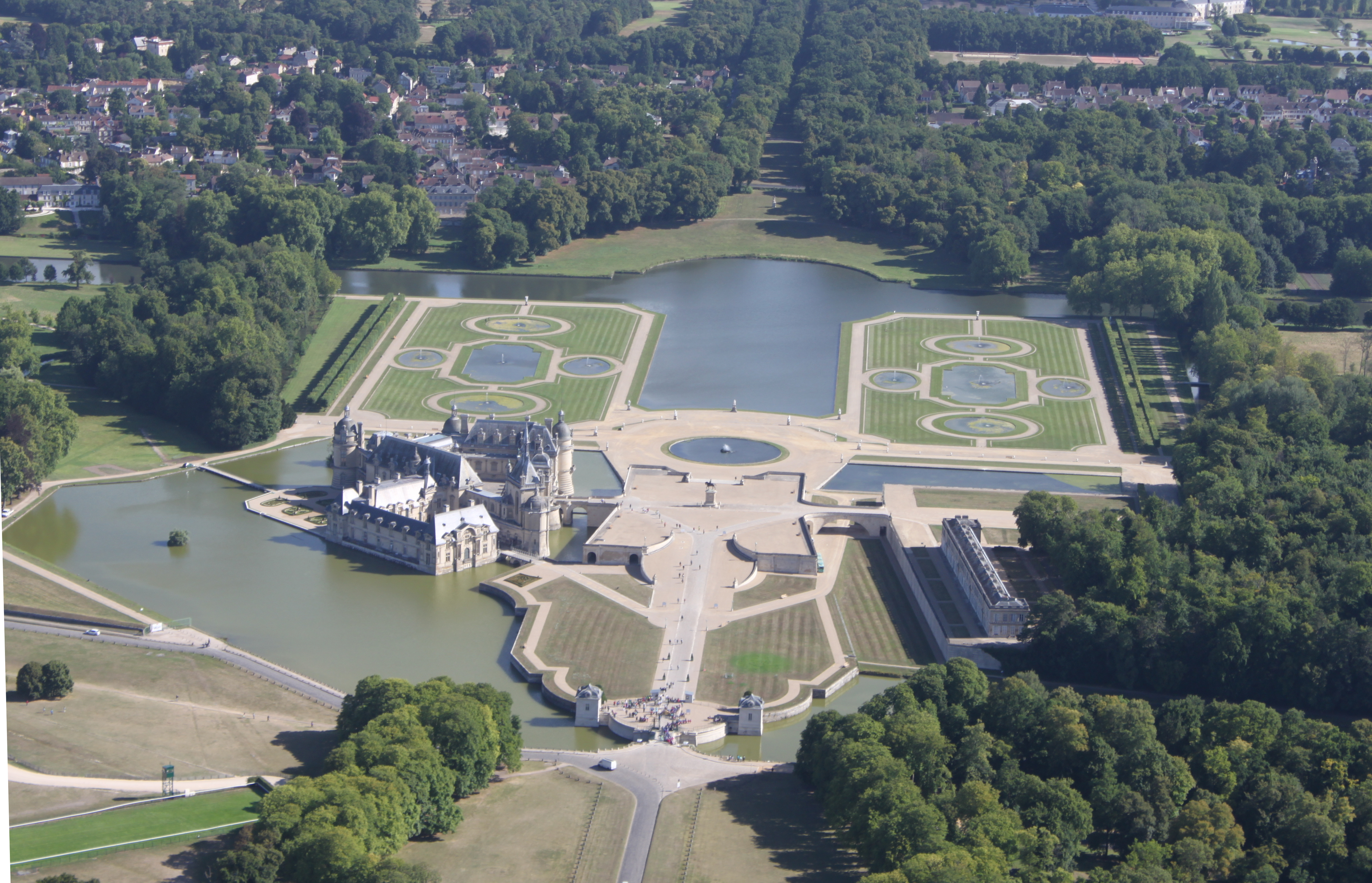
Castelul văzut de sus

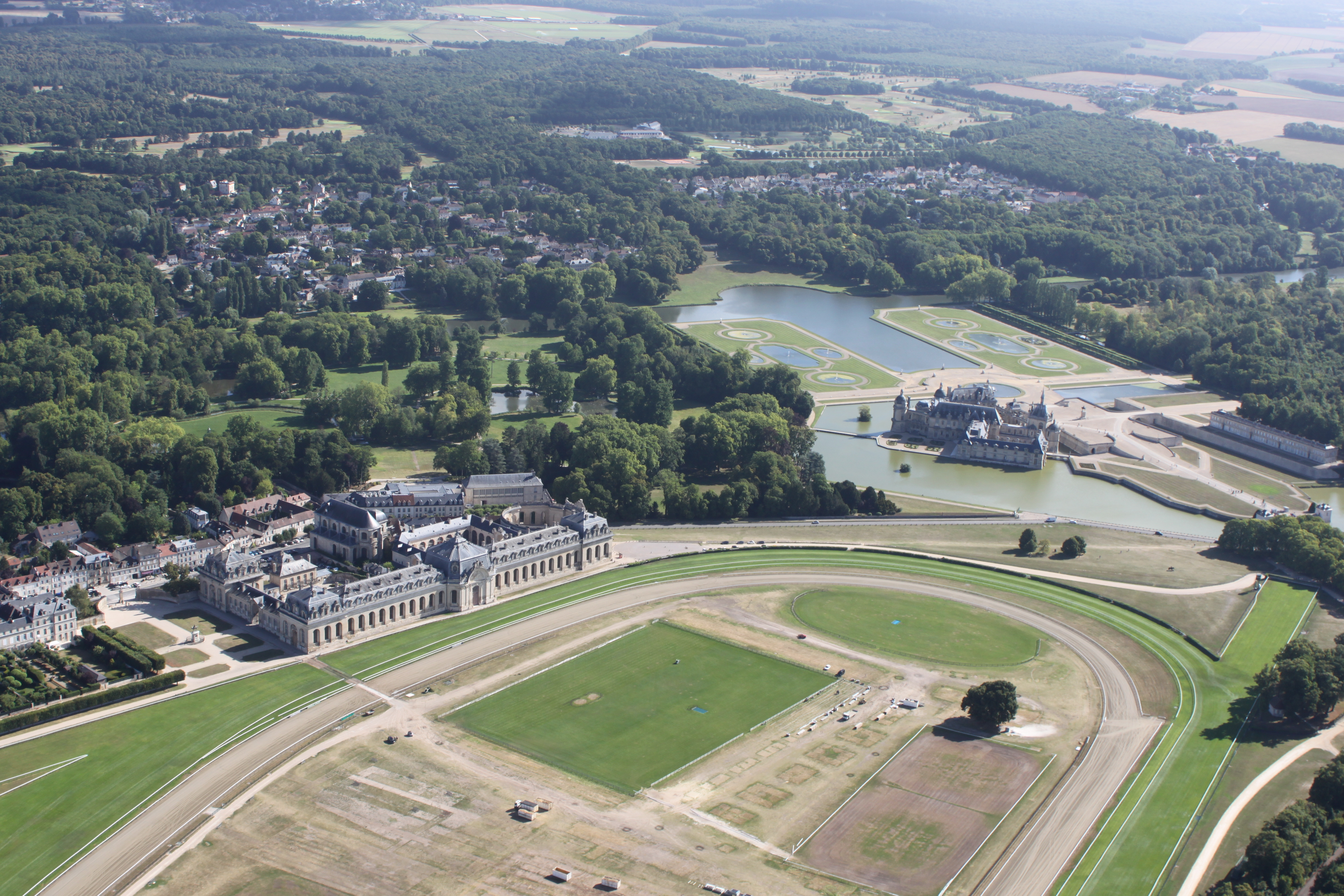
Les Grandes Écuries (Marile Grajduri) și castelul

Principala grădină franceză formală, cu partere extinse și elemente de apă, a fost amenajată în principal de André Le Nôtre pentru Grand Condé. Parcul conține, de asemenea, o grădină peisagistică franceză cu o cascadă, pavilioane și un sat rustic, numit Hameau de Chantilly. Acesta din urmă a inspirat Hameau de la Reine al Mariei Antonieta din Grădinile Versailles.
Proprietatea are vedere la Hipodromul Chantilly și la Les Grandes Écuries (Marele Grajduri), care conțin Muzeul Viu al Calului. Potrivit legendei, Louis Henri de Bourbon, Duce de Bourbon, Prinț de Condé, credea că va fi reîncarnat într-un cal după moartea sa. În 1719, i-a cerut arhitectului Jean Aubert să construiască grajduri potrivite rangului său.

## Folosiri moderne
Castelul are diverse utilizări moderne:
- Echipa de ciclism Molteni Campagnolo, inclusiv ciclistul vedetă Eddy Merckx, este văzută mergând pe lângă castel, spre începutul documentarului fundamental al lui Jorgen Leth, A Sunday In Hell, în drum spre linia de start a cursei Paris-Roubaix din 1976.[7]
- Castelul și Marile Grajduri au fost prezentate în filmul James Bond din 1985, A View to a Kill, ca locuința răufăcătorului Max Zorin (interpretat de Christopher Walken), care a fost infiltrat de Bond (jucat pentru ultima dată de Roger Moore) în încercarea lui de a afla mai multe despre Zorin, care deja trezise suspiciuni despre MI6 cu diverse activități de afaceri și, în cele din urmă, să-l elimine.[8]
- Pink Floyd au cântat, în două nopți consecutive, la castel în timpul turneului The Division Bell din 30-31 iulie 1994.
- La fiecare doi ani, în iunie, în grădina castelului are loc concursul internațional de artificii „Nuits de Feu”.
- Ronaldo s-a căsătorit cu modelul și fosta prezentatoare de televiziune Daniela Cicarelli în castel în 2005. Ceremonia a costat 700.000 de euro.
- În fiecare mai, pe teren are loc o regata de canotaj, Trophee des Rois. Echipajele universitare franceze concurează în cursa de 750 m pentru un trofeu.
- Castelul a apărut în finala competiției reality show franceze Amazing Race în 2012.[9]
- David Gilmour, chitarist și cântăreț, parte din Pink Floyd, a cântat la locație pe 16 iulie 2016, ca parte a turneului său mondial Rattle That Lock.
- Jocul video Battlefield 1 prezintă un nivel care se bazează în jurul castelului numit „Ballroom Blitz”.
- Trailerul finalelor Campionatului Mondial de League of Legends din 2019 a fost filmat în interiorul și în jurul castelului.
- Cea de-a 5-a etapă din The Amazing Race 32 a avut un Roadblock și o Speed Bump pe terenul castelului.[10]

## External links
- Site-ul oficial al Castelului Chantilly (în engleză)